# Santana (Figueira da Foz)
Pour les articles homonymes, voir Santana.
Santana est une ancienne paroisse civile portugaise (en portugais : freguesia) de la municipalité de Figueira da Foz dans le district et la région de Coimbra.

## Histoire
En février 1988, Santana devient une paroisse civile indépendante de Ferreira-a-Nova.
La loi no 11-A/2013 du 28 janvier 2013 portant réorganisation administrative du territoire des freguesias réintègre Santana au sein de Ferreira-a-Nova. Depuis, plusieurs initiatives pour la restauration de la paroisse de Santana ont été approuvées par le conseil paroissial de Ferreira-a-Nova.